# 1909
Cette page concerne l'année 1909 (MCMIX en chiffres romains) du calendrier grégorien.
L'année 1909 est une année commune qui commence un vendredi.

## En bref
- 26 février : règlements de la crise bosniaque .
- 11 avril : fondation de Tel-Aviv.
- 13 avril : incident du 31 mars.
- 14-25 avril : troubles à Adana. Massacre de 25 000 Arméniens de Cilicie.
- 11 mai : South Africa Act.
- 25 juillet - 31 juillet : semaine tragique à Barcelone.
- 27-28 août : coup d’État militaire en Grèce.

## Événements

### Afrique
- 9 janvier : une colonne française dirigée par le colonel Gouraud entre à Atar pour réprimer le soulèvement autonomiste du « sultan » Ma al-Ainin en Mauritanie, qui est tué le 28 octobre 1910 à Tiznit[1].

- 9 février : accord franco-allemand sur le Maroc[2]. La France garantit à l’Allemagne un accès commercial et industriel au Maroc. L’Allemagne reconnaît les intérêts politiques de la France dans le pays.

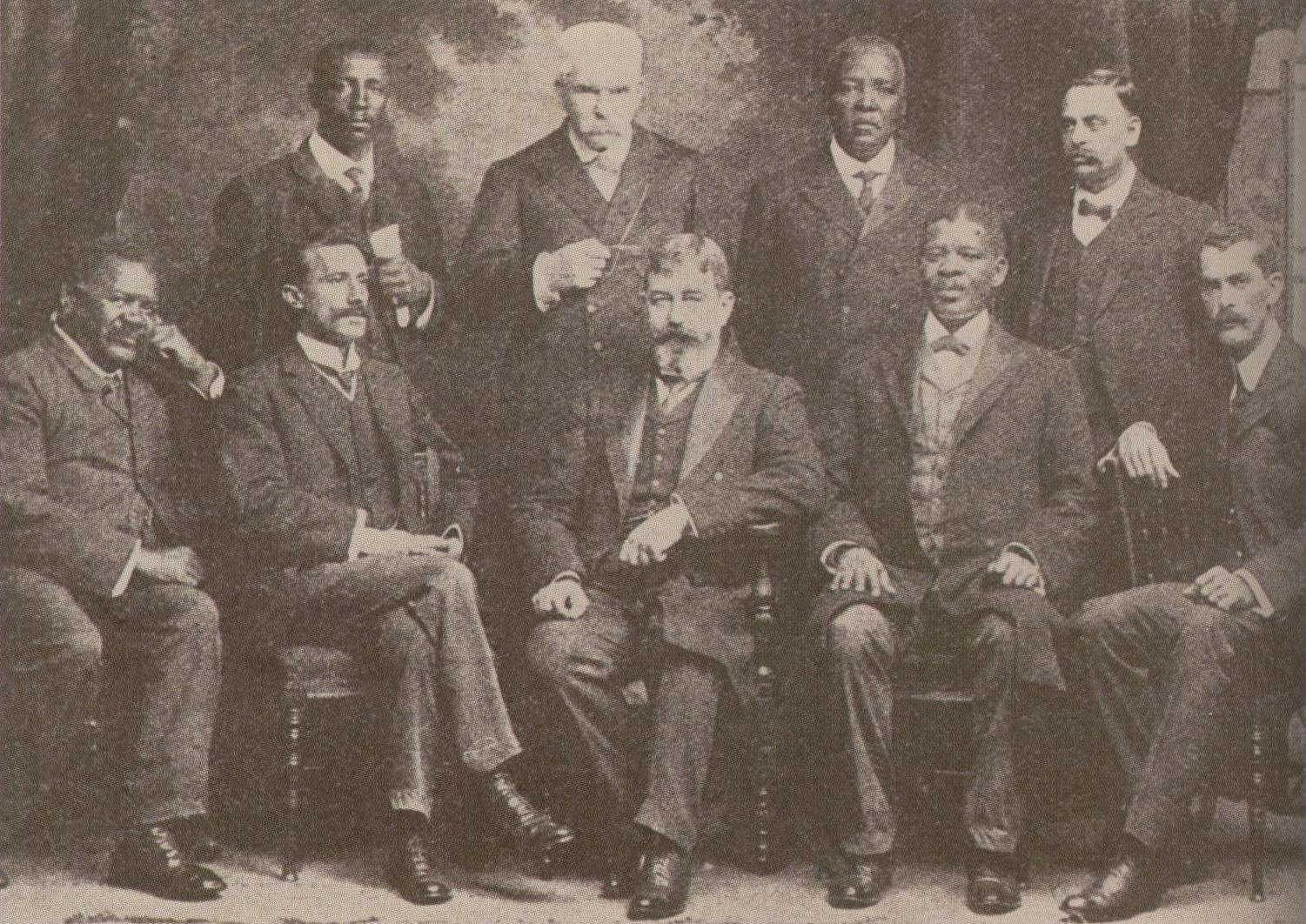
La contre-délégation sud-africaine à Londres, dirigée par William Schreiner (au centre) pour protester contre les dispositions racistes de la Loi sur l’Afrique du Sud.

- 11 mai : South Africa Act. Fondation de l’Union d'Afrique du Sud. Une Constitution et un système parlementaire bicaméral sont accordés aux quatre provinces[3].
- 15 mai, Éthiopie : le négus Ménélik II, hors d’état de gouverner, désigne pour lui succéder Lidj-Yasou, encore enfant, fils du Ras Micaél du Wello (proclamé le 30 octobre). La régence est exercée jusqu’en 1911 par Ras Tésamma, puis à sa mort le 10 avril 1911 par Ras Micaél jusqu’à la mort de Ménélik en 1913[4].
- 31 mai : l’administrateur d’Arboussier est surpris et attaqué par les Dogons dans les gorges de Pelinga lors d’une tournée au nord-est de Bandiagara[5].

- 1er juin : combat de Djohamé. Le 2 juin les Français entrent à Abéché (Tchad) pour rétablir l’ordre[6]. Le royaume du Ouaddaï est placé sous leur protectorat. Après la prise du Ouadaï par les Français et de la Libye par les Italiens (1912), l’axe commercial Soudan-Cyrénaïque, déjà concurrencé par le chemin de fer, perd de son importance.
- Juin : création à Londres de l’Anti-Slavery and Aborigines Protection Society, fusion de Anti-Slavery Society et de l'Aborigines Protection Society[7].

- 6 juillet : abolition de l’esclavage à Zanzibar (décret du 6 juin)[8].
- 27 juillet : désastre du « Barranco del Lobo » ; 1 284 soldats espagnols sont tués par les rebelles Rifains près de Melilla, en territoire du Maroc espagnol[9].

- 13 août : Acyl est intronisé sultan du Ouaddaï par les Français ; le sultan Doudmourrah et ses partisans continuent la lutte jusqu’en 1911[10].

- 20 septembre : une loi constitutionnelle, le South Africa Act, est adopté par le parlement britannique. Elle entre en vigueur le 31 mai 1910[11].

- 1er octobre, Madagascar : ouverture de la ligne de chemin de fer Brickaville-Tananarive[12].

- 3 novembre : les Dogons (Habé) révoltés de la falaise de Bandiagara tendent une embuscade à l’administrateur Vieyres qu’ils tuent à Kinian, entre Hombori et Douentza[5] avec les gardes-cercles qui l’accompagnent. Une opération de police est immédiatement montée pour les réprimer[13].

- Agitation au Nyassaland animée par le prêtre tonga Maluma qui appelle à l'expulsion immédiate des colonisateurs[14].

### Amérique
- 9 janvier, : la Colombie signe à Washington les traités Cortés-Root avec les États-Unis et Cortés-Arosemena avec Panama, par lesquels elle reconnaît l’indépendance de Panama[15].
- 28 janvier : entrée en fonction du président cubain José Miguel Gómez ; le 31 mars, les dernières troupes américaines ont quitté Cuba[16]. Elles gardent la base de Guantánamo.
- 4 mars : début de la présidence républicaine de William Howard Taft aux États-Unis (fin en 1913)[17].
- 6 avril : Robert Peary aurait atteint le pôle Nord après sept tentatives infructueuses avec Matthew Henson et quatre Inuits. Une polémique s’ensuit avec Frederick Cook qui affirme avoir atteint le pôle le 21 avril 1908[18].
- 8 septembre : le traité de Rio de Janeiro entre le Pérou et le Brésil règle la question des frontières de l’Acre[19].

- 1er décembre : soulèvements au Nicaragua dirigés par des libéraux (Juan José Estrada) ou des conservateurs (Emiliano Chamoro, Adolfo Díaz) qui mettent en difficulté le dictateur José Santos Zelaya pour la quatorzième fois. Les États-Unis, indisposés par le refus de Zelaya de contracter des emprunts auprès de banquiers new-yorkais et sa volonté affichée de collaborer avec la Grande-Bretagne et le Japon pour la construction d’un canal, encouragent la révolte (1er décembre). Zelaya se retire et le congrès nomme à la présidence le libéral José Madriz qui n’est pas reconnu par l’administration Taft (18 décembre). Le 22 février 1910, les Américains interviennent militairement (fin en 1933)[20].

### Asie
- 10 mars : traité anglo-siamois de Bangkog. Le Siam abandonne quatre États de la péninsule malaise au Royaume-Uni. En contrepartie, les Britanniques renoncent à la plupart de leurs droits extraterritoriaux dans le reste du royaume[21].
- 24 mars : Satyendra Sinha est le premier Indien à devenir membre du conseil exécutif du gouvernement général des Indes britanniques[22].
- 25 mai : l’Indian Councils Act reçoit la sanction royale[22]. Il institue les réformes Morley-Minto en Inde britannique. Gopal Krishna Gokhale, qui dirige le Parti du Congrès, réussit à persuader le nouveau secrétaire d’État à l’Inde, John Morley, de mettre en route des réformes malgré les réticences du vice-roi et gouverneur général, Lord Minto. L’Indian Council's Act introduit le principe électif dans la désignation des membres des conseils législatifs. Un groupe de notables, conduit par le jeune Sultan Muhammad Aga Khan (1877-1957) est reçu par Lord Minto en délégation et obtient le 15 novembre l’organisation d’élections séparées pour les Musulmans[22].

- 6 juillet : l’enlèvement d’un agent technique français, Voisin, par les troupes de Đề Thám, provoque une offensive française contre la révolte menée par ce dernier au Tonkin (fin en 1913)[23].

- 13 août, Tibet : le dalaï-lama Thubten Gyatso rentre à Lhassa après cinq ans d’exil. Il établit le Bureau des Affaires étrangères du Tibet. Il entre immédiatement en conflit avec l’amban Lian Yu, qui appelle 2 000 hommes du Sichuan en renfort, qui entrent à Lhassa le 12 février 1910[24].

- 4 octobre, Chine : réunion des conseils provinciaux qui passent à l’opposition[25].

- 24 septembre - 4 octobre, Cambodge : de grandes fêtes sont célébrées dans les ruines d’Angkor en présence du gouverneur général Klobukowski et du roi khmer Sisowath, qui reprend solennellement possession du site[26].

### Proche-Orient

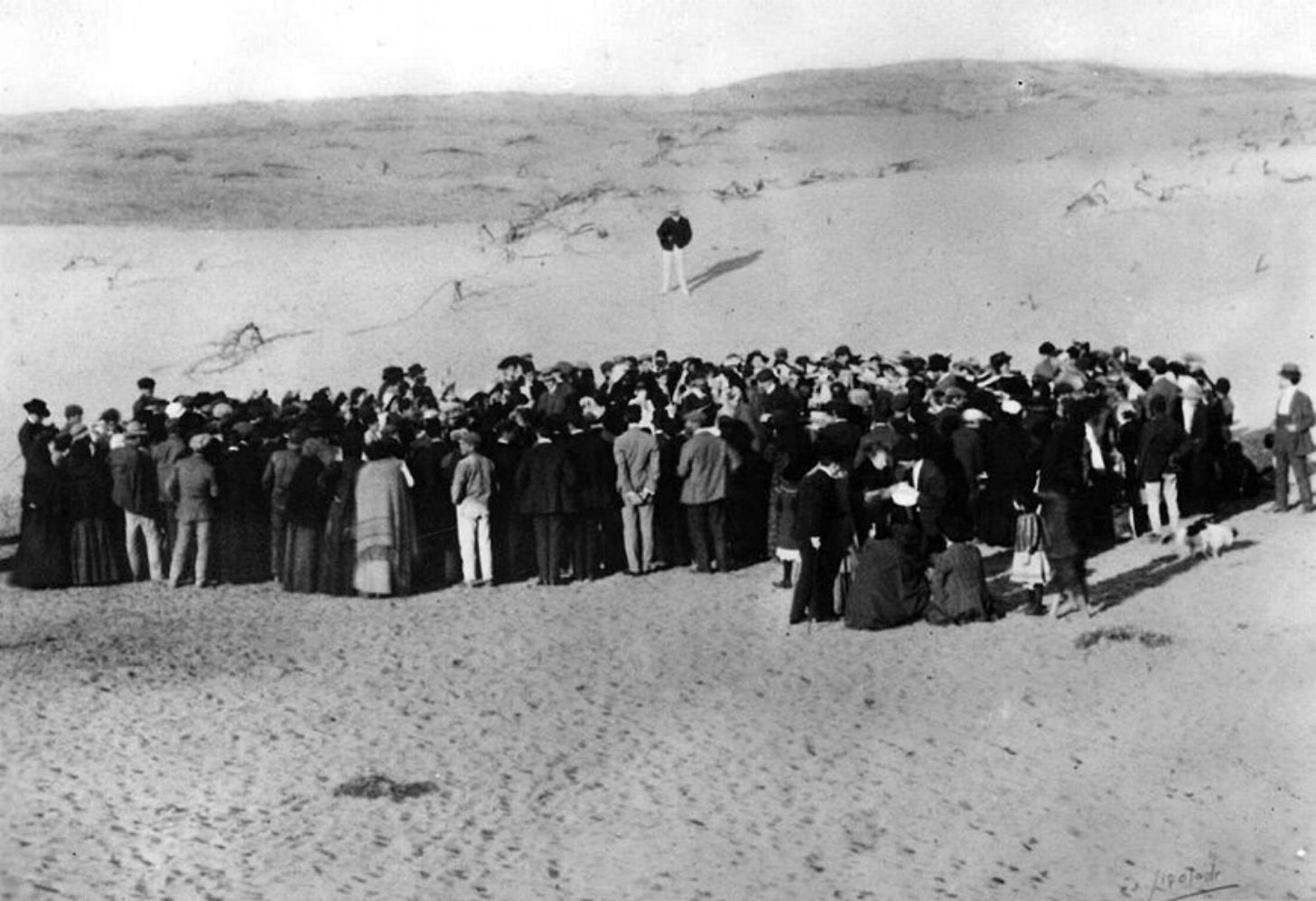
11 avril : fondation de Tel-Aviv.

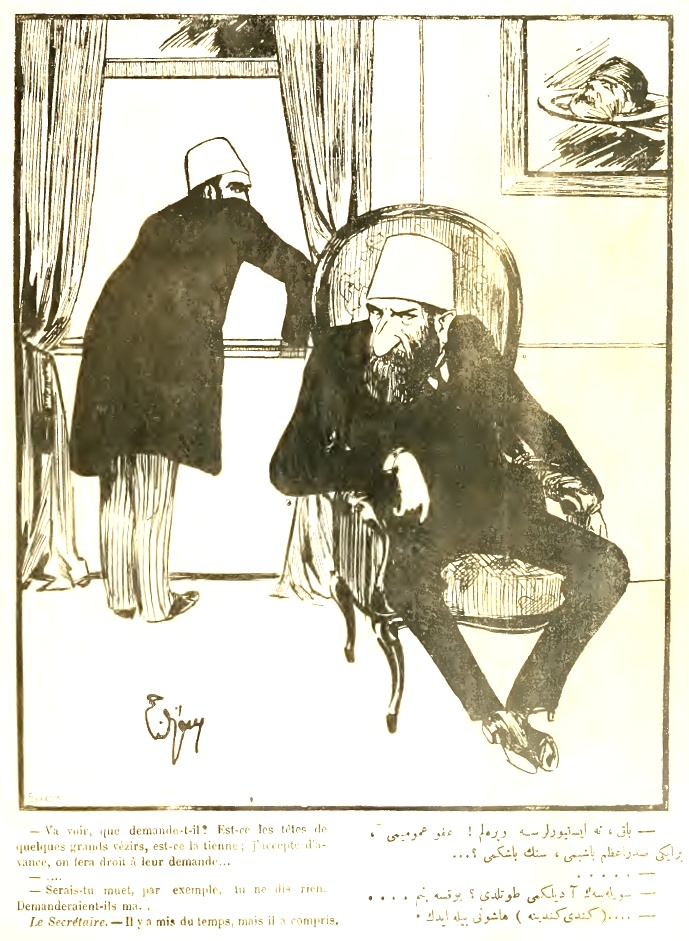
Caricature du sultan Abdülhamid II peu avant son éviction du trône. Abdülhamid II intrigue pour reprendre le pouvoir. Il fait exciter par ses agents le fanatisme des musulmans, faisant courir le bruit que la législation « chérié » allait être abolie. En avril, la foule se soulève à Constantinople. Le Comité « Union et Progrès » se réfugie à Salonique et le sultan redevient maître du pays. À la suite de troubles survenus à Adana, les massacres de chrétiens s’étendent à toute la Cilicie. Vingt-cinq mille d’entre eux, Arméniens pour la plupart, sont victimes de massacres. L’armée intervient à nouveau. Le 3e Corps marche sur Constantinople, prend la ville et dépose Abdülhamid II pour lui substituer son frère. Le Comité « Union et Progrès » est rappelé. Abdülhamid II et emprisonné à Salonique (1910).

- 11 avril : fondation de Tel-Aviv, première ville juive en Palestine[27].
- 13 avril (31 mars du calendrier julien) : insurrection militaire visant à renverser le gouvernement des Jeunes-Turcs à Istanbul ; le Comité « Union et Progrès » se réfugie à Salonique et le sultan Abdülhamid II redevient maître du pays ; le grand vizir Hüseyin Hilmi Pacha est déposé[28].
- 14-16 avril : troubles à Adana à la suite des « événements du 31 mars » (13 avril grégorien). La population musulmane attaque le quartier arménien de la ville[29].
- 15 avril : le 3e Corps d’armée marche sur Istanbul et prend la ville pour restaurer l’ordre[28].
- 25-27 avril : les massacres d’Adana, orchestrés par l’armée turque, font 25 000 victimes dans la population chrétienne, à majorité arménienne, en Cilicie[29].
- 27 avril : Abdülhamid II est déposé et son frère Mehmed V Reşad devient sultan ottoman (fin en 1918) ; Hüseyin Hilmi Pacha redevient grand vizir le 5 mai[28]. Après la révolution, les éléments turcs du gouvernement s’attachent à « turquifier » l’administration, la justice et l’enseignement, ce qui provoque la désaffection de beaucoup d’Arabes. La politique de turquisation des Jeunes-Turcs est à l’origine de troubles chez les Druzes de Syrie et chez les Arabes de Palestine et d’Irak.

- Mai : début de la rébellion des Druzes dans le Hauran, quand un litige entre le chef druze Yahia bey Atrash et son associé dans l’exploitation d’une minoterie dans le village de Basr al-Harir dégénère en conflit armé entre les Druzes et les villageois soutenus par la garnison ottomane. La révolte est réprimée par les Ottomans en août 1910[30].
- 16 juillet : début du règne de Ahmad Shah Qajar, shah de Perse à la suite de la destitution de son père Mohammad Ali Shah par les constitutionnalistes (fin en 1925)[31].

- Fondation à Istanbul à la fin de l’année, par des officiers arabes, d’Al-Qahtaniyya, société secrète formée sur le modèle du CUP, qui revendique un empire ottoman arabo-turc sur le modèle de l’Autriche-Hongrie[32].

### Europe
- 13 - 14 février, Pays-Bas : scission du SDAP au Congrès de Deventer[33].
- 24 février : à la suite de la crise de l’annexion de la Bosnie-Herzégovine, Stojan Novaković devient le nouveau Premier ministre du royaume de Serbie dans un gouvernement de coalition (fin le 24 octobre)[34]. Il annonce son programme de constitution d’une « Grande Serbie » en revendiquant la Bosnie-Herzégovine, la Dalmatie et la Croatie.
- 26 février : règlement de la crise bosniaque. L’Empire ottoman accepte de reconnaître l’annexion de la Bosnie-Herzégovine par l’Autriche-Hongrie[28]. En échange, Vienne renonce à occuper le sandjak de Novi-Bazar.
- Février : fondation de syndicats d’ouvriers agricoles en Allemagne[35].
- Février-mars : nouveau programme de constructions navales au Royaume-Uni[36].

- 3 mars-25 octobre : procès de Zagreb. À la suite de l’agitation des Serbes de Croatie à la fin de l’année 1908, 53 membres du parti autonome serbe sont arrêtés et accusés de propagande grande-serbe devant le tribunal de Zagreb[37]. 31 d’entre eux sont condamnés pour haute trahison, puis acquittés.
- 14 mars : fondation du parti social-démocrate (SDP) d’inspiration marxiste aux Pays-Bas[38].
- 31 mars : la pression allemande sur la Russie oblige la Serbie à s’incliner dans la crise balkanique. La Serbie accepte l’annexion de la Bosnie-Herzégovine par l’Autriche-Hongrie[39].

- 19 avril : l’Empire ottoman reconnaît l’indépendance de la Bulgarie[28].
- 25 avril, Russie : crise politique à la Douma après le veto de Nicolas II sur le projet de loi navale de Stolypine pour la création d’un état-major général de la Marine. Une partie des octobristes (Goutchkov) veulent défendre les prérogatives des députés. Le 24 août, Stolypine publie les nouvelles règles définissant les droits de la Douma à l’examen de questions militaires[40],[41].

- 22 mai : ouverture de l’Exposition régionale valencienne (fin le 22 décembre)[42].

- 25 mai : Suicide d'un lycéen, Armand Nény, en plein cours de latin dans la ville de Clermont-Ferrand [43]

- 12 juin : création du Hansabund (de) en Allemagne, parti réformateur qui réclame l’établissement du suffrage universel direct dans toutes les élections[44].
- 21 - 30 juin : lors d’une réunion à Paris du comité de rédaction élargi de la revue « Le Prolétaire », le dirigeant des otzovistes, Alexandre Bogdanov est exclu du Parti bolchevique[45]. Les bolcheviks se divisent : « conciliateurs », partisans d’un rapprochement avec les mencheviks, « otzovistes », réclamant le rappel (otzyv) des députés sociaux-démocrates, « constructeurs de Dieu », remettant en cause le matérialisme du marxisme orthodoxe (Bazarov, Bogdanov).

- 10 juillet : le prince héritier d’Autriche-Hongrie François-Ferdinand rend visite au roi Carol de Roumanie à Sinaia[46], ce qui provoque la colère des Magyars.
- 14 juillet : Theobald von Bethmann Hollweg devient chancelier du Reich allemand, et remplace Bernhard von Bülow, chancelier démissionnaire mis en minorité[47].

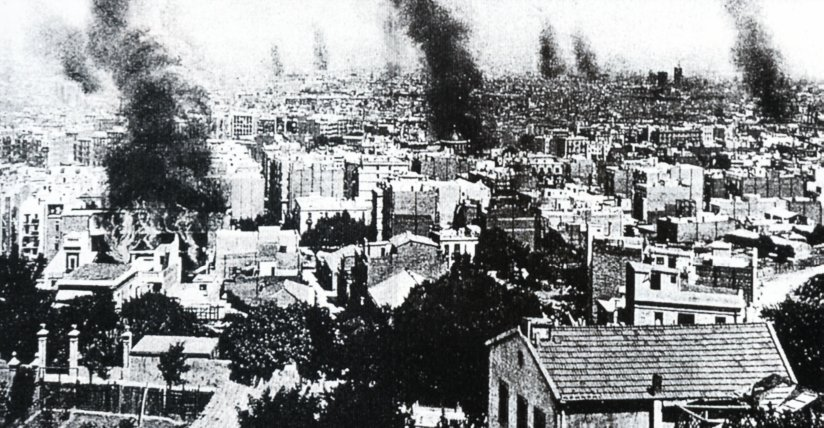
25 juillet - 31 juillet : semaine tragique.

- 25 juillet - 31 juillet : semaine tragique à Barcelone. Les socialistes poussent le peuple à s’opposer à l’appel des réservistes dans le Rif, mais le mouvement, dépassé par la violence des anarchistes, subit une violente répression. Le théoricien anarchiste Francisco Ferrer est arrêté et exécuté le 13 octobre malgré l’indignation internationale[48],[9]. Le PSOE décide de s’allier avec les républicains, ce qui déclenche son essor.

- 27-28 août (14-15 août du calendrier julien): coup d’État militaire en Grèce[49].
- 13 octobre : convention du Gothard, convention internationale entre la Suisse, l’Allemagne et l’Italie sur l’exploitation du tunnel ferroviaire du Saint-Gothard[50].
- 21 octobre : chute du gouvernement Antonio Maura en Espagne[9]. Les ministères se succèdent.
- 24 octobre : accord de Racconigi (Piémont) entre Nicolas II et Victor-Emmanuel III : observation du statu quo dans les Balkans, reconnaissance des intérêts italiens en Tripolitaine et en Cyrénaïque et des visées russes sur les Détroits[51].

- 30 novembre, Royaume-Uni : rejet du « Le budget du peuple » par la Chambre des lords. David Lloyd George, Chancelier de l'Échiquier, présente une série de réformes fiscales progressives : impôt sur la grande propriété foncière (land tax) et « super tax » sur les gros salaires. La réforme provoque une crise constitutionnelle. La Chambre des Pairs, à majorité conservatrice, rejette le budget. Asquith dissout le Parlement le 3 décembre[52] (élections en janvier 1910).

- 19 décembre (6 décembre du calendrier julien) : inauguration de l’Université de Saratov[53].
- 23 décembre : Albert Ier devient roi des Belges après la mort de Léopold II le 17 décembre[54].

- Le Conseil d’État russe refuse la formation légale de congrégations de vieux-croyants[55].

## Prix Nobel
- Prix Nobel de physique : Guglielmo Marconi et Carl Ferdinand Braun
- Prix Nobel de chimie : Wilhelm Ostwald
- Prix Nobel de physiologie ou médecine : Emil Theodor Kocher
- Prix Nobel de littérature : Selma Lagerlöf
- Prix Nobel de la paix : Auguste Marie Francois Beernaert et Paul Henri Balluet d’Estournelles de Constant